# 市ヶ谷廣輝
市ヶ谷 廣輝（いちがたに ひろき）は、日本の元フェンシング選手、教師。鹿児島県出身。

## 人物・来歴
鹿児島県出身。鹿児島市立西紫原中学校、鹿児島県立鹿児島南高等学校、日本体育大学体育学部体育学科卒業。種目はフルーレ、エペ、サーブル。香川県高校教員。左利き。
1991年から1999年までの9年間、フルーレ、エペでナショナルチームに所属しており、1990年代の日本男子フェンシング界を代表する選手の一人。
鹿児島南高等学校でフェンシングを始め、高校3年のときにサーブルでインターハイを制している。日本体育大学に進学後はフルーレ、エペで実績を残す。大学2年から4年までの3年間は、全日本選手権で三種目ともベスト8以内に入賞している。
1992年には、フルーレでバルセロナオリンピックに出場し、予選プールを4勝2敗で突破して決勝トーナメントに進出したが、スペインのガルシア選手に惜敗した。その後は香川県の大川東高校で指導者としての実績を残しながら選手としても戦い続け、1996年、フルーレでアトランタオリンピックの出場権（アジア・オセアニア地区予選で優勝）を獲得。アトランタオリンピックでは一回戦で当時世界ランキング5位のポーランド、キエルピコフスキーと対戦、途中7連続ポイントなど、見せ場を作ったものの13 - 15で敗退した。
1995年には、日本人選手として17年ぶりとなるアジア選手権大会で優勝した。1999年の世界選手権を最後に代表は引退した後も国民体育大会、全日本フェンシング選手権大会などの日本国内の大会に出場している。
2005年にはジュニア世界選手権大会（オーストリア）日本代表の総監督を務め、日本チームとして初のフルーレ個人・団体の銅メダル獲得に貢献した。

## エピソード
現在までに全日本選手権で3回の個人種目優勝を果たしている（フルーレ2回、エペ1回）。全日本選手権のフルーレ、エペ、サーブルの三競技全てに個人種目で出場した数少ない選手のうちの一人である。
監督として大川東高校（2007年廃校）を4年連続で全国優勝に導いており、指導者としても優れた実績を残している。同校の廃校後は同じ東かがわ市の三本松高校に移って指導を続け３度の全国優勝を初め４０名以上の日本代表選手を輩出している。幼少期の太田雄貴選手を指導している。
1993年に開催された東四国国体出場後、香川県の高校教諭として教職の傍らフェンシング部の指導に当たっている。